# Bet-at-home Cup Kitzbühel 2011 - Qualificazioni singolare
Le qualificazioni del singolare del Bet-at-home Cup Kitzbühel 2011 sono state un torneo di tennis preliminare per accedere alla fase finale della manifestazione. I vincitori dell'ultimo turno sono entrati di diritto nel tabellone principale. In caso di ritiro di uno o più giocatori aventi diritto a questi sono subentrati i lucky loser, ossia i giocatori che hanno perso nell'ultimo turno ma che avevano una classifica più alta rispetto agli altri partecipanti che avevano comunque perso nel turno finale.
Le qualificazioni per il tabellone principale del Bet-at-home Cup Kitzbühel 2011 si sono tenute dal 31 luglio al 1º agosto.
A tutti i qualificati era stata assegnata una testa di serie e João Souza è riuscito ad avventurarsi nel tabellone principale fino alle semifinali.

## Giocatori

### Teste di serie
1. Diego Junqueira (ultimo turno)
2. João Souza (qualificato)
3. Jerzy Janowicz (qualificato)
4. Daniel Brands (qualificato)

1. Victor Crivoi (ultimo turno)
2. Andrej Martin (primo turno)
3. Antonio Veić (qualificato)
4. Ivo Klec (ultimo turno)

### Qualificati
1. Antonio Veić
2. João Souza

1. Jerzy Janowicz
2. Daniel Brands

## Tabellone

### Legenda
| - Q = Qualificato - WC = Wild card - LL = Lucky loser | - ALT = Alternate - SE = Special Exempt - PR = Protected Ranking | - w/o = Walkover - r = Ritirato - d = Squalificato |

### Sezione 1
|  | Primo turno   | Primo turno        | Primo turno        | Primo turno | Primo turno |  |  | Secondo turno | Secondo turno   | Secondo turno   | Secondo turno | Secondo turno |   |   | Ultimo turno | Ultimo turno    | Ultimo turno    | Ultimo turno | Ultimo turno |  |
|  |               |                    |                    |             |             |  |  |               |                 |                 |               |               |   |   |              |                 |                 |              |              |  |
|  | 1             | Diego Junqueira    | 1                  | 6           | 6           |  |  |               |                 |                 |               |               |   |   |              |                 |                 |              |              |  |
|  |               | Riccardo Bellotti  | 6                  | 3           | 1           |  |  | 1             | Diego Junqueira | Diego Junqueira | 6             | 6             |   |   |              |                 |                 |              |              |  |
|  | WC            | Jaden Grinter      | Jaden Grinter      | 6           | 711         |  |  | WC            | Jaden Grinter   | Jaden Grinter   | 2             | 2             |   |   |              |                 |                 |              |              |  |
|  |               | Herbert Wiltschnig | Herbert Wiltschnig | 3           | 69          |  |  |               |                 |                 |               |               |   |   | 1            | Diego Junqueira | Diego Junqueira | 4            | 3            |  |
|  | Louk Sorensen | Louk Sorensen      | Louk Sorensen      | 64          | 5           |  |  |               |                 | 7               | Antonio Veić  | Antonio Veić  | 6 | 6 |              |                 |                 |              |              |  |
|  | Borut Puc     | Borut Puc          | Borut Puc          | 7           | 7           |  |  |               | Borut Puc       | 6               | 4             | 2             |   |   |              |                 |                 |              |              |  |
|  |               | Henri Laaksonen    | 3                  | 6           | 2           |  |  | 7             | Antonio Veić    | 2               | 6             | 6             |   |   |              |                 |                 |              |              |  |
|  | 7             | Antonio Veić       | 6                  | 2           | 6           |  |  |               |                 |                 |               |               |   |   |              |                 |                 |              |              |  |

### Sezione 2
|  | Primo turno             | Primo turno             | Primo turno             | Primo turno | Primo turno |  |  | Secondo turno | Secondo turno           | Secondo turno   | Secondo turno | Secondo turno |   |     | Ultimo turno | Ultimo turno | Ultimo turno | Ultimo turno | Ultimo turno |  |
|  |                         |                         |                         |             |             |  |  |               |                         |                 |               |               |   |     |              |              |              |              |              |  |
|  | 2                       | João Souza              | 3                       | 6           | 6           |  |  |               |                         |                 |               |               |   |     |              |              |              |              |              |  |
|  |                         | Maximilian Neuchrist    | 6                       | 3           | 4           |  |  | 2             | João Souza              | 2               | 7             | 6             |   |     |              |              |              |              |              |  |
|  | Patrick Ofner           | Patrick Ofner           | Patrick Ofner           | 3           | 64          |  |  |               | Tristan-Samuel Weißborn | 6               | 6(1)          | 1             |   |     |              |              |              |              |              |  |
|  | Tristan-Samuel Weißborn | Tristan-Samuel Weißborn | Tristan-Samuel Weißborn | 6           | 7           |  |  |               |                         |                 |               |               |   |     | 2            | João Souza   | João Souza   | 6            | 712          |  |
|  | Bastian Trinker         | Bastian Trinker         | 6                       | 62          | 6           |  |  |               |                         | 5               | Victor Crivoi | Victor Crivoi | 2 | 610 |              |              |              |              |              |  |
|  | Marc Rath               | Marc Rath               | 4                       | 7           | 2           |  |  |               | Bastian Trinker         | Bastian Trinker | 5             | 2             |   |     |              |              |              |              |              |  |
|  |                         | Mate Pavić              | 7                       | 6           | 2           |  |  | 5             | Victor Crivoi           | Victor Crivoi   | 7             | 6             |   |     |              |              |              |              |              |  |
|  | 5                       | Victor Crivoi           | 63                      | 78          | 6           |  |  |               |                         |                 |               |               |   |     |              |              |              |              |              |  |

### Sezione 3
|  | Primo turno   | Primo turno       | Primo turno   | Primo turno | Primo turno |  |  | Secondo turno | Secondo turno  | Secondo turno  | Secondo turno | Secondo turno |   |   | Ultimo turno | Ultimo turno   | Ultimo turno | Ultimo turno | Ultimo turno |  |
|  |               |                   |               |             |             |  |  |               |                |                |               |               |   |   |              |                |              |              |              |  |
|  | 3             | Jerzy Janowicz    | 7             | 4           | 6           |  |  |               |                |                |               |               |   |   |              |                |              |              |              |  |
|  |               | Peter Steinberger | 64            | 6           | 2           |  |  | 3             | Jerzy Janowicz | Jerzy Janowicz | 6             | 6             |   |   |              |                |              |              |              |  |
|  | Gibril Diarra | Gibril Diarra     | Gibril Diarra | 3           | 2           |  |  |               | Joško Topić    | Joško Topić    | 4             | 2             |   |   |              |                |              |              |              |  |
|  | Joško Topić   | Joško Topić       | Joško Topić   | 6           | 6           |  |  |               |                |                |               |               |   |   | 3            | Jerzy Janowicz | 4            | 6            | 7            |  |
|  |               | Daniel Geib       | 6             | 2           | 7           |  |  |               |                | 8              | Ivo Klec      | 6             | 4 | 5 |              |                |              |              |              |  |
|  | WC            | Novak Dennis      | 3             | 6           | 65          |  |  |               | Daniel Geib    | Daniel Geib    | 3             | 3             |   |   |              |                |              |              |              |  |
|  |               | Thomas Fabbiano   | 7             | 0           | 3           |  |  | 8             | Ivo Klec       | Ivo Klec       | 6             | 6             |   |   |              |                |              |              |              |  |
|  | 8             | Ivo Klec          | 6(1)          | 6           | 6           |  |  |               |                |                |               |               |   |   |              |                |              |              |              |  |

### Sezione 4
|  | Primo turno      | Primo turno       | Primo turno       | Primo turno | Primo turno |  |  | Secondo turno   | Secondo turno    | Secondo turno    | Secondo turno | Secondo turno |   |   | Ultimo turno | Ultimo turno  | Ultimo turno  | Ultimo turno | Ultimo turno |  |
|  |                  |                   |                   |             |             |  |  |                 |                  |                  |               |               |   |   |              |               |               |              |              |  |
|  | 4                | Daniel Brands     | Daniel Brands     | 6           | 7           |  |  |                 |                  |                  |               |               |   |   |              |               |               |              |              |  |
|  |                  | Laurent Recouderc | Laurent Recouderc | 2           | 5           |  |  | 4               | Daniel Brands    | Daniel Brands    | 6             | 6             |   |   |              |               |               |              |              |  |
|  | Dennis Blömke    | Dennis Blömke     | 4                 | 7           | 2           |  |  |                 | Max Raditschnigg | Max Raditschnigg | 4             | 3             |   |   |              |               |               |              |              |  |
|  | Max Raditschnigg | Max Raditschnigg  | 6                 | 5           | 6           |  |  |                 |                  |                  |               |               |   |   | 4            | Daniel Brands | Daniel Brands | 78           | 7            |  |
|  | Michael Eibl     | Michael Eibl      | Michael Eibl      | 3           | 0           |  |  |                 |                  |                  | Peter Luczak  | Peter Luczak  | 6 | 5 |              |               |               |              |              |  |
|  | Colin Ebelthite  | Colin Ebelthite   | Colin Ebelthite   | 6           | 6           |  |  | Colin Ebelthite | Colin Ebelthite  | 4                | 7             | 2             |   |   |              |               |               |              |              |  |
|  |                  | Peter Luczak      | 0                 | 7           | 6           |  |  | Peter Luczak    | Peter Luczak     | 6                | 5             | 6             |   |   |              |               |               |              |              |  |
|  | 6                | Andrej Martin     | 6                 | 62          | 3           |  |  |                 |                  |                  |               |               |   |   |              |               |               |              |              |  |